# 1769 год в науке
В 1769 году произошли различные научные и технологические события, некоторые из которых представлены ниже.

## События
- 23 октября Никола Кюньо продемонстрировал в действии первый в мире самоходный экипаж — паровую телегу Кюньо[1].
- Члены экспедиции Джеймса Кука первыми среди европейцев ступили на берега Новой Зеландии.
- Начало выпуска ассигнаций в России[2].
- Русский Балтийский флот Г. А. Спиридова, С. К. Грейга и А. Г. Орлова прошёл в Средиземное море (Первая Архипелагская экспедиция).

## Награды и премии
- Медаль Копли присуждена британскому хирургу Уильяму Хевсону[англ.].

## Родились
- 19 марта — Фридрих Аккум, немецкий химик, наиболее важными достижениями которого были разработка светильного газа, попытки борьбы с опасными пищевыми добавками и популяризация химии как науки среди широких слоёв населения.
- 25 апреля — Марк Брюнель, английский инженер французского происхождения.
- 2 июня –  Давид Гардер, российский медик
- 23 августа — Жорж Леопольд Кювье, французский естествоиспытатель, натуралист, основатель сравнительной анатомии и палеонтологии (ум.1832).
- 14 сентября — Александр фон Гумбольдт, немецкий учёный-энциклопедист, физик, метеоролог, географ, ботаник, зоолог и путешественник.